# Пажицкий, Эмил
Э́мил Па́жицкий (словац. Emil Pažický; 14 октября 1927, Поважский Хмельц, Жилина — 21 ноября 2003, Братислава) — чехословацкий футболист, нападающий. Словак по национальности.

## Карьера

### Клубная
За свою карьеру выступал преимущественно в «Жилине» и братиславском «Словане», а также играл в пражском АТК и тренчинской «Едноте». В чехословацком чемпионате забил 123 гола, в рейтинге бомбардиров чемпионатов за все времена занимает 5-е место В рейтинге чехословацких игроков-участников внутренних чемпионатов занимает 7-е место.

### В сборной
В сборной Чехословакии отыграл 18 матчей и забил 7 голов. Играл на чемпионате мира 1954 года, провёл там две встречи.